# Сол (мифология)
Сол — бог солнца в древнеримской религии. Вначале он ассоциировался с Янусом и только в поздней Римской империи появляется как независимый бог солнца, Sol Invictus.
Атрибуты бога — крылатые кони, запряжённые в золотую колесницу.

## Этимология
Латинское слово sol, означающее «солнце», происходит от праиндоевропейского существительного *Seh2ul- / *Sh2-en-, родственного германскому Совило, санкритическому Сурье, греческому Гелиосу, литовскому Сауле.

### Sol Indiges
Sol Indiges («родное солнце» или «вызванное солнце» — этимология и значение слова «indiges» являются предметом дискуссии) представляет собой раннюю, более аграрную форму поклонения римскому богу Солу. В дальнейшем была заменена культом Sol Invictus.

## Ассоциации с Янусом
Согласно римским источникам поклонение Солу началось с Тита Татия.
Кроме того, в Риме первых царей Сола отождествляли с Янусом.